# Liste bekannter Persönlichkeiten der Hohen Karlsschule in Stuttgart

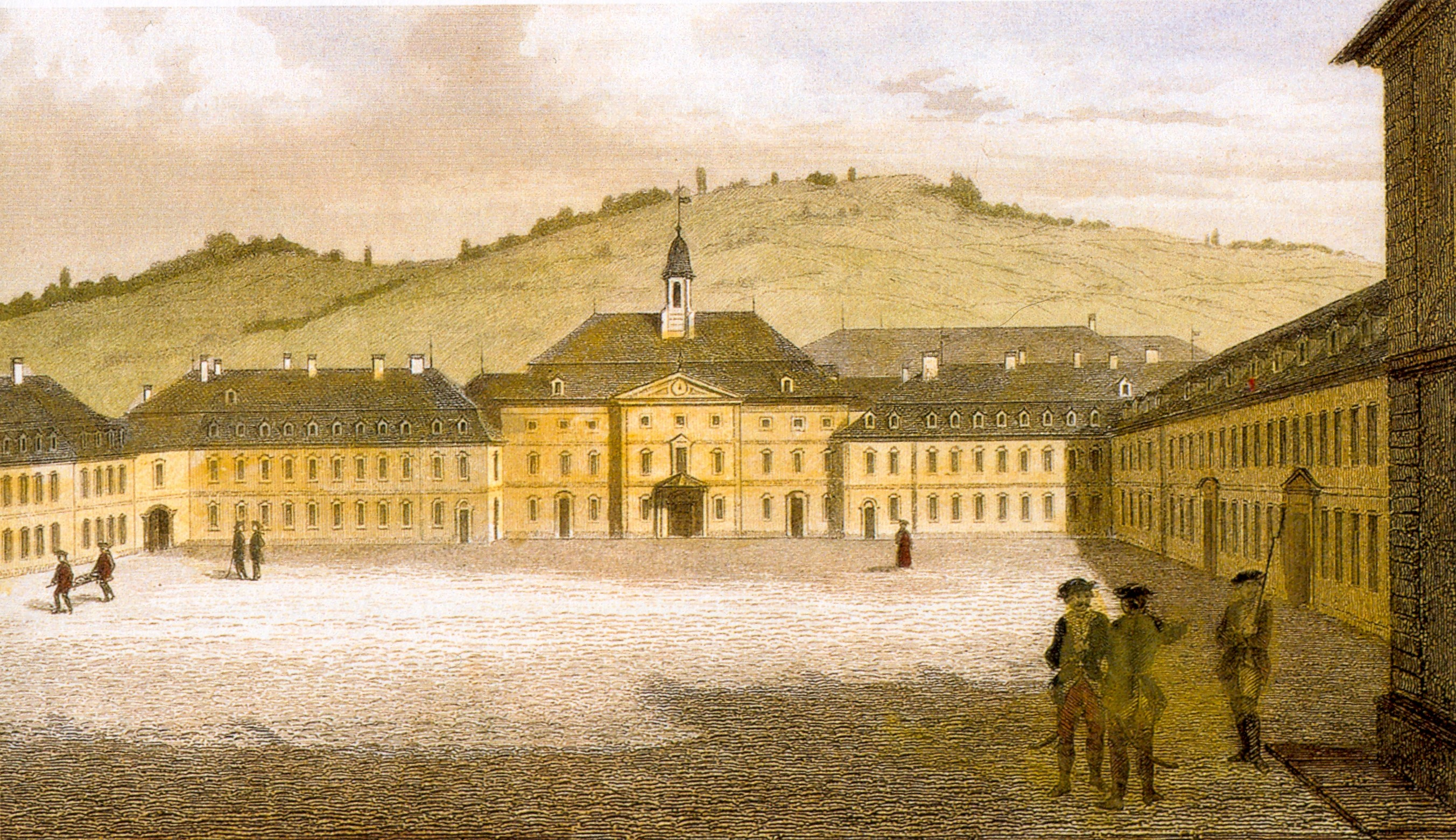
Hohe Karlsschule hinter dem Neuen Schloss

In dieser Liste finden sich ehemalige Angehörige der Karlsschule bzw. seit Dezember 1781 Hohen Karlsschule in Stuttgart. Die Schule bestand von 1770 bis 1794. Sie wurde von Herzog Carl Eugen als Militärakademie und Kunstakademie eingerichtet. 1781 wurde die Schule von Kaiser Joseph II. als Hohe Karlsschule zur Universität erhoben, sie war als Eliteschule für Söhne aus angesehenen württembergischen Familien gedacht.
„Von den 1496 Zöglingen, die die Akademie besuchten, haben 140 die militärische Laufbahn eingeschlagen. Verhältnismäßig sehr viele, man zählt allein 33 Generale, haben höhere und höchste Offiziersstellen in verschiedenen europäischen Staaten erlangt.“

## A
| Bild | Person                                           | Tätigkeit | Verbindung zur Hohen Karlsschule                                     |
| ---- | ------------------------------------------------ | --- | -------------------------------------------------------------------- |
|      | Ludwig Abeille (1761–1838)                       | Pianist und Komponist, Konzertmeister in Stuttgart, Hoforganist                                                       | 1773 bis 1782 Schüler im Fach Musik                                  |
|      | Gottlieb Friedrich Abel (1763–1820)              | Kupferstecher und Botaniker                                                                                           | Schüler und von 1788 bis 1792 Lehrer der Kupferstechkunst            |
|      | Jakob Friedrich von Abel (1751–1829)             | Philosoph mit starkem Einfluss auf den jungen Friedrich Schiller                                                      | Professor für Philosophie von 1772 bis 1790, ab 1786 Prorektor       |
|      | Franz Karl von Alberti (1742–1820)               | württembergischer Offizier                                                                                            | Lehrer für Militärkunde                                              |
|      | Johann Heinrich Ferdinand Autenrieth (1772–1835) | Mediziner, Professor für Anatomie, Physiologie, Chirurgie und Geburtshilfe an der Eberhard-Karls-Universität Tübingen | 1785 bis 1792 Student in den Fächern Naturwissenschaften und Medizin |
|      | Johann Michael Armbruster (1761–1814)            | Schriftsteller, Publizist                                                                                             | österreichischer Hofsekretär                                         |

## B
| Bild | Person                                                   | Tätigkeit                                                  | Verbindung zur Hohen Karlsschule                                         |
| ---- | -------------------------------------------------------- | ---------------------------------------------------------- | ------------------------------------------------------------------------ |
|      | Christoph Gottfried Bardili (1761–1808)                  | Philosoph                                                  | 1790 bis 1794 Professor der Philosophie                                  |
|      | Gottlob Georg von Barth (1777–1848)                      | Architekt, Hofbaumeister                                   | Schüler ab 1786                                                          |
|      | Ernst Franz Ludwig Marschall von Bieberstein (1770–1834) | Staatsminister des Herzogtums Nassau                       | Student ab 1782. Militärische, philosophische und juristische Ausbildung |
|      | Friedrich August Marschall von Bieberstein (1768–1826)   | Botaniker und Forschungsreisender                          | Schüler im Fach Naturwissenschaften (bis 1792)                           |
|      | Karl Wilhelm Marschall von Bieberstein (1763–1817)       | Badischer Innenminister, Gesandter auf dem Wiener Kongress | Student bis 1792                                                         |
|      | Christian Friedrich Bolley (1763–1824)                   | Württembergischer Oberamtmann                              | von 1784 bis 1788 Student der Rechtswissenschaft                         |
|      | Antonio Boroni (1738–1792)                               | Italienischer Komponist, Hofkapellmeister in Stuttgart     | Von 1771 bis 1777 Professor für Musik                                    |

## C
| Bild | Person                              | Tätigkeit                                                                   | Verbindung zur Hohen Karlsschule                                                        |
| ---- | ----------------------------------- | --------------------------------------------------------------------------- | --------------------------------------------------------------------------------------- |
|      | Eligio Celestino (1739–1812)        | italienischer Geiger, Komponist und Konzertmeister                          | 1776 bis 1777 Konzertmeister und Violinlehrer                                           |
|      | Heinrich David von Cleß (1741–1820) | lutherischer Theologe                                                       | 1777 bis 1794 Religionslehrer                                                           |
|      | Karl Philipp Conz (1762–1827)       | Theologe und Schriftsteller                                                 | 1790 Prediger an der Karlsakademie                                                      |
|      | Georges Cuvier (1769–1832)          | französischer Naturforscher, wissenschaftlicher Begründer der Paläontologie | 1784 bis 1788 Studium der administrativen, juristischen und ökonomischen Wissenschaften |

## D
| Bild | Person                                            | Tätigkeit                                                               | Verbindung zur Hohen Karlsschule                                                       |
| ---- | ------------------------------------------------- | ----------------------------------------------------------------------- | -------------------------------------------------------------------------------------- |
|      | Johann Heinrich Dannecker (1758–1841)             | Württembergischer Bildhauer des Klassizismus, Hofbildhauer in Stuttgart | 1771 bis 1780 Bildhauereleve ab 1790 Professor für Bildhauerei                         |
|      | Friedrich Distelbarth (1768–1836)                 | Württembergischer Bildhauer des Klassizismus, Hofbildhauer in Stuttgart | 1782 bis 1792 Studium der Bildhauerei                                                  |
|      | Carl Friedrich von Dizinger (1774–1842)           | Württembergischer Oberamtmann, Stadtdirektor von Stuttgart              | 1791 bis 1794 Studium der Rechtswissenschaft und der Kant’schen Philosophie            |
|      | Friedrich Ferdinand Drück (1754–1807)             | Philologe                                                               | 1779 bis 1788 Professor für alte Sprachen und für alte Geschichte                      |
|      | Karl August Friedrich von Duttenhofer (1758–1836) | Erster beamteter württembergischer Wasserbaumeister                     | 1773 bis 1780 Studium der Kameralwissenschaften 1880 bis 1894 Professor für Mathematik |

## E
| Bild | Person                                         | Tätigkeit                                     | Verbindung zur Hohen Karlsschule       |
| ---- | ---------------------------------------------- | --------------------------------------------- | -------------------------------------- |
|      | Johann Christian Gottlob Eidenbenz (1761–1799) | Hofmusiker, Komponist                         | 1776 bis 1784 Student der Musik        |
|      | Johann Christian Eckhardt (1757–1832)          | Maler, Architekt, Kupferstecher und Lithograf |                                        |
|      | Christoph Eisenlohr (1775–1852)                | Badischer Geheimer Rat, Landtagsabgeordneter  | Schüler von 1788 bis 1790              |
|      | Christian Gottfried Elben (1754–1829)          | Herausgeber des Schwäbischen Merkurs          | Professor der Geographie 1788 bis 1794 |
|      | Carl August von Eschenmayer (1768–1852)        | Arzt, Philosoph und Okkultist                 | Student der Medizin                    |

## F
| Bild | Person                                          | Tätigkeit                                                                                    | Verbindung zur Hohen Karlsschule                |
| ---- | ----------------------------------------------- | -------------------------------------------------------------------------------------------- | ----------------------------------------------- |
|      | Georg Friedrich von Fischer (1767–1841)         | Staatsrat, Präsident des Obertribunals                                                       | Ab 1781 bis 1790 Student für Jura               |
|      | Reinhard Ferdinand Heinrich Fischer (1746–1813) | Architekt, Hofbaumeister des Herzogs Carl Eugen von Württemberg                              | Ab 1771 bis 1794 Professor für „Civilbaukunst“  |
|      | Friedrich von Franquemont (1770–1842)           | General der Infanterie, württembergischer Kriegsminister                                     | 1775 bis 1787 Student des Militärwesens         |
|      | Friedrich Karl von Fürstenwärther (1769–1856)   | Freiherr, Abkömmling aus dem Fürstenhaus Wittelsbach, österreichischer Feldmarschallleutnant | 1777 bis 1783 Schüler                           |
|      | Leopold von Fürstenwärther (1769–1839)          | Freiherr, Abkömmling aus dem Fürstenhaus Wittelsbach, bayerischer Oberst, Kammerherr         | 1777 bis 1783 Schüler                           |
|      | Friedrich Karl von Fulda (1774–1847)            | Professor und Rektor an der Universität Tübingen                                             | 1789 bis 1794 Studium der Kameralwissenschaften |

## G
| Bild | Person                                         | Tätigkeit                                                     | Verbindung zur Hohen Karlsschule                 |
| ---- | ---------------------------------------------- | ------------------------------------------------------------- | ------------------------------------------------ |
|      | Ludwig von Gaisberg (1775–1852)                | Präsident des königlich-württembergischen Obertribunals       | Jurastudium von 1788 bis 1792                    |
|      | Jakob Gauermann (1773–1843)                    | Maler, Zeichner und Kupferstecher                             | Studium der Malerei                              |
|      | Philipp Albrecht von Gemmingen (1782–1852)     | Württembergischer Generalmajor und Gestütsdirektor            | Studium ab 1791                                  |
|      | Ludwig Reinhard von Gemmingen (1777–1852)      | Oberhofmeister, Kammerherr der Königin Pauline                | 1790 eingetreten                                 |
|      | Karl Ludwig Dietrich von Gemmingen (1772–1825) | Kammerherr, Regierungsdirektor                                | 1781 als Eleve eingetreten, Jurastudium bis 1794 |
|      | Karl Friedrich von Gemmingen (1779–1871)       | Württembergischer Oberforstmeister                            | 1790 bis 1794 Studium der Militärwissenschaften  |
|      | Karl August Friedrich Glocker (1768–1848)      | Württembergischer Oberamtmann, Regierungsrat des Jagstkreises | Von 1786 bis 1789 Studium der Rechtswissenschaft |
|      | Nicolas Guibal (1725–1784)                     | Württembergischer Hofmaler                                    | Professor für Malerei                            |

## H
| Bild | Person                                           | Tätigkeit                                                                       | Verbindung zur Hohen Karlsschule                                                                         |
| ---- | ------------------------------------------------ | ------------------------------------------------------------------------------- | --- |
|      | Georg Gottlieb Hahn (1756–1823)                  | Generalleutnant – Gründer und Kommandeur der Großherzogl. Hessischen Artillerie | ab 1771 Studium der Baukunst und der Militärwissenschaften, ab 1779 Lehrer und Professor                 |
|      | Carl Haller von Hallerstein (1774–1817)          | Architekt und Archäologe                                                        | Studium der Architektur                                                                                  |
|      | Adolf Friedrich Harper (1725–1806)               | Maler                                                                           | Professor für Malerei                                                                                    |
|      | August von Hartmann (1764–1849)                  | Staatsrat, Präsident der Oberrechnungskammer                                    | Ab 1780 Studium der Rechte, ab 1790 Professor für Forst- und Jagdwesen                                   |
|      | Immanuel von Hartmann (1772–1849)                | Oberamtmann, Regierungsrat                                                      | Ab 1789 Jurastudium                                                                                      |
|      | Ferdinand Hartmann (1774–1842)                   | Maler, Direktor der Kunstakademie in Dresden                                    | Von 1786 bis 1794 Studium der Malerei                                                                    |
|      | Ludwig von Hartmann (1766–1852)                  | Unternehmer                                                                     | Ab 1780 Studium                                                                                          |
|      | Ferdinand Hartmann (1774–1842)                   | Maler, Direktor der Kunstakademie in Dresden                                    | Von 1786 bis 1794 Studium der Malerei                                                                    |
|      | Balthasar Haug (1731–1792)                       | Theologe und Autor                                                              | Ab 1776 Professor für Logik, Philosophie, Geschichte, deutschen Stil, Mythologie und Kunst des Altertums |
|      | Johann Christoph Friedrich Haug (1761–1829)      | Hofrat, Bibliothekar und Dichter in Stuttgart                                   | Ab 1775 Studium der Rechtswissenschaft                                                                   |
|      | Gottlob Friedrich Haug (1769–1850)               | Mechaniker, Uhrmacher und Kartograph in Stuttgart                               | Eintritt am 20. Oktober 1786 als Oppidaner                                                               |
|      | Viktor Wilhelm Peter Heideloff (1757–1817)       | Hofmaler                                                                        | Ausbildung in Malerei, Ab 1790 Professor für Malerei                                                     |
|      | Philipp Friedrich von Hetsch (1758–1838)         | Württembergischer Hofmaler                                                      | 1773 bis 1780 Ausbildung in Malerei                                                                      |
|      | Franz Carl Hiemer (1768–1822)                    | Maler, Librettist und Schauspieler                                              | 1778 bis 1780 Ausbildung in Malerei                                                                      |
|      | Karl Friedrich Hipp /(1763–1838)                 | Mathematiker und Pädagoge                                                       | Schüler vor 1780                                                                                         |
|      | Friedrich von Hohenzollern-Hechingen (1776–1838) | 8. Fürst von Hohenzollern-Hechingen, Offizier Napoleons                         | Ausbildung ab 1790                                                                                       |
|      | Joseph von Hohenzollern-Hechingen (1776–1836)    | Fürstbischof von Ermland                                                        | Ausbildung von 1787 bis 1791                                                                             |

## J
| Bild | Person                                    | Tätigkeit                                                                             | Verbindung zur Hohen Karlsschule                                     |
| ---- | ----------------------------------------- | ------------------------------------------------------------------------------------- | -------------------------------------------------------------------- |
|      | Christian Friedrich von Jäger (1739–1808) | Mediziner und Forscher, ab 1780 Leibarzt von Herzog Carl Eugen und König Friedrich I. | Ab 1784 Professor für Gerichtsmedizin und medizinische Praxis        |
|      | Georg Friedrich von Jaeger (1766–1840)    | Forstmann und Verwaltungsbeamter                                                      | Studierte von 1782 bis 1786 die Forstwissenschaft an der Hochschule. |
|      | Johann Melchior Jeitter (1757–1842)       | Forstwissenschaftler, Professor                                                       | Studierte von 1770 bis 1780 Forstwissenschaft.                       |

## K
| Bild | Person                                     | Tätigkeit | Verbindung zur Hohen Karlsschule                                   |
| ---- | ------------------------------------------ | --- | ------------------------------------------------------------------ |
|      | Carl Urban Keller (1772–1844)              | in Tübingen promovierter Jurist, Anwalt und Maler; 1827 Mitgründer des Württembergischen Kunstvereins                                      | zuvor „Oppidaner“ der Hohen Karlsschule                            |
|      | Friedrich Ludwig von Kauffmann (1765–1843) | Württembergischer Oberamtmann | 1783 bis 1785 Studium der Rechtswissenschaften                     |
|      | Johann Georg Kerner (1770–1812)            | Arzt, politischer Publizist und kritischer Chronist der Französischen Revolution                                                           | Student bis 1791                                                   |
|      | Johann Simon von Kerner (1755–1830)        | Arzt und Botaniker | 1780–1794 Lehrer für Botanik und Pflanzenzeichnung                 |
|      | Karl von Kerner (1775–1840)                | Generalmajor in der württembergischen Armee, Direktor der Sektion der Berg-, Hütten- und Eisenwerke im württembergischen Finanzdepartement | 1789 bis 1794 Studium des Militärwesens                            |
|      | Karl Friedrich von Kielmeyer (1765–1844)   | Mediziner, Naturforscher und Chemiker | Studium 1773 bis 1786, anschließend Lehrer für Naturwissenschaften |
|      | Karl Christian Klein (1772–1825)           | Arzt, Chirurg und Fachautor | Studium der Medizin                                                |
|      | Johann Wilhelm Klein (1765–1848)           | Pionier der Bildung für blinde Menschen | Studium der Rechtswissenschaften                                   |
|      | Joseph Anton Koch (1768–1839)              | Österreichischer Maler | 1785 bis 1791 Ausbildung in Malerei                                |
|      | Karl Heinrich Köstlin (1755–1783)          | Botaniker und Mediziner | Ab 1780 Professor für Naturgeschichte und Heilkunde                |

## L
| Bild | Person                                   | Tätigkeit                                                     | Verbindung zur Hohen Karlsschule                                          |
| ---- | ---------------------------------------- | ------------------------------------------------------------- | ------------------------------------------------------------------------- |
|      | Johann Friedrich LeBret (1732–1807)      | Theologe                                                      | 1773 bis 1786 Professor                                                   |
|      | Albrecht Friedrich von Lempp (1763–1819) | Württembergischer Oberamtmann, Oberjustizrevisionsrat         | 1778 bis 1784 Studium der Rechtswissenschaften, 1788–1791 Dozent für Jura |
|      | Hans Otto von der Lühe (1762–1836)       | Württembergischer Justizminister, Präsident des Geheimen Rats | 1773 bis 1783 Studium der Rechtswissenschaften                            |

## M
| Bild | Person                                       | Tätigkeit                                                                     | Verbindung zur Hohen Karlsschule                                               |
| ---- | -------------------------------------------- | ----------------------------------------------------------------------------- | ------------------------------------------------------------------------------ |
|      | Joseph Wilhelm Ludwig Mack (1767–1835)       | Bildhauer des Klassizismus, königlicher Hofstukkateur                         | 1782 bis 1792 Ausbildung als Bildhauer                                         |
|      | Ulrich Lebrecht von Mandelsloh (1760–1827)   | Württembergischer Staatsminister, Präsident des Geheimen Rats                 | Ab 1773 Studium der Forstwissenschaft und der Rechts- und Staatswissenschaften |
|      | Christian von Massenbach (1758–1827)         | Preußischer Oberst und Schriftsteller                                         | Studium bis 1778                                                               |
|      | Johann Friedrich Ludwig von Mieg (1773–1822) | Jurist, Württembergischer Oberamtmann                                         | 1787 bis 1794 Studium der Rechtswissenschaften                                 |
|      | Benjamin Ferdinand von Mohl (1766–1845)      | Jurist, Württembergischer Innenminister, Regierungspräsident des Jagstkreises | 1781 bis 1787 Studium der Rechtswissenschaften                                 |
|      | Gottlob Wilhelm Morff (1771–1857)            | Württembergischer Hofmaler                                                    | Ab 1788 Ausbildung in Malerei                                                  |
|      | Johann Gotthard von Müller (1747–1830)       | Württembergischer Kupferstecher                                               | 1776 bis 1794 Professor der Kupferstecherkunst                                 |
|      | Ernst Ludwig von Mutschler (1770–1848)       | Württembergischer Oberamtmann und Oberjustizrat                               | Ab 1789 Studium der Rechtswissenschaften                                       |

## N
| Bild | Person                                              | Tätigkeit                                          | Verbindung zur Hohen Karlsschule                               |
| ---- | --------------------------------------------------- | -------------------------------------------------- | -------------------------------------------------------------- |
|      | Johann Jakob Heinrich Nast (1751–1822)              | klassischer Philologe und lutherischer Geistlicher | 1772 bis 1792 Professor der griechischen Sprache und Literatur |
|      | Adam Albert von Neipperg (1775–1829)                | Österreichischer General und Staatsmann            | 1789 und 1790 Student                                          |
|      | Karl von Neuenstein (1767–1838)                     | badischer Generalleutnant                          | Student                                                        |
|      | Philipp Christian von Normann-Ehrenfels (1756–1817) | Jurist, Staatsminister des Königreichs Württemberg | 1768 bis 1776 Student, ab 1782 Professor                       |

## O
| Bild | Person | Tätigkeit | Verbindung zur Hohen Karlsschule |
| ---- | ------ | --------- | -------------------------------- |

## P
| Bild | Person                                      | Tätigkeit                                                             | Verbindung zur Hohen Karlsschule                                                               |
| ---- | ------------------------------------------- | --------------------------------------------------------------------- | ---------------------------------------------------------------------------------------------- |
|      | Georg Friedrich Parrot (1767–1852)          | Physiker, Universitätsprofessor in Tartu                              | Student von 1782 bis 1786                                                                      |
|      | Johann Wilhelm Petersen (1758–1815)         | Bibliothekar an der Herzoglichen Öffentlichen Bibliothek in Stuttgart | Student von 1773 bis 1779, Professor der Diplomatik, Numismatik und Heraldik von 1789 bis 1794 |
|      | Christoph Heinrich Pfaff (1773–1852)        | Professor der Physik und Chemie                                       | Student von 1782 bis 1793                                                                      |
|      | Johann Friedrich Pfaff (1765–1825)          | Mathematiker, Professor für Mathematik in Helmstedt und Halle         | Student von 1774 bis 1785                                                                      |
|      | Karl August Friedrich von Phull (1767–1840) | General des Königreichs Württemberg                                   | Student von 1777 bis 1784                                                                      |
|      | Johann Karl von Pistorius (1771–1847)       | Württembergischer Oberamtmann                                         | 1785 bis 1790 Studium der Philosophie und Rechtswissenschaften                                 |
|      | Gottlieb Jakob Planck (1751–1833)           | Theologe und Kirchenhistoriker                                        | 1781–1784 Prediger und außerordentlicher Professor                                             |
|      | Agostino Poli (1739–1819)                   | Komponist und Kapellmeister                                           | Musiklehrer                                                                                    |

## R
| Bild | Person                                | Tätigkeit                                                      | Verbindung zur Hohen Karlsschule                                                                                |
| ---- | ------------------------------------- | -------------------------------------------------------------- | --- |
|      | Karl von Reischach (1763–1834)        | Jurist, Staatsminister des Königreichs Württemberg             | Student von 1771 bis 1783                                                                                       |
|      | Johann Daniel von Reitter (1759–1811) | Forstwirt und Verwaltungsbeamter                               | Student von 1772 bis 1780                                                                                       |
|      | Jakob Friedrich Rösch (1743–1841)     | Mathematiker, Militärwissenschaftler, Historiker und Architekt | Professor von 1771 bis 1794, er unterrichtete damit nahezu während der gesamten Zeit, in der die Schule bestand |

## S
| Bild | Person                                                                          | Tätigkeit                                                              | Verbindung zur Hohen Karlsschule                                            |
| ---- | ------------------------------------------------------------------------------- | ---------------------------------------------------------------------- | --------------------------------------------------------------------------- |
|      | Georg Friedrich Scharffenstein (1760–1817)                                      | Oberst in der württembergischen Armee, später Gouverneur von Heilbronn | Student von 1771 bis 1778, zählte zum Freundeskreis von Friedrich Schiller  |
|      | Philipp Jakob von Scheffauer (1756–1808)                                        | Württembergischer Hofbildhauer                                         | Student bis 1780, Professor von 1789 bis 1794                               |
|      | Heinrich Gottfried Scheidemantel (1739–1788)                                    | Rechtswissenschaftler und Hochschullehrer                              | Professor der Rechte von 1784 bis 1788                                      |
|      | Gottlieb Schick (1776–1812)                                                     | Maler                                                                  | Student von 1787 bis 1794                                                   |
|      | Friedrich von Schiller (1759–1805)                                              | Dichter, Dramatiker und Historiker                                     | Student von 1773 bis 1780                                                   |
|      | Jakob Christian Schlotterbeck (1757–1811)                                       | Porträtmaler und Hofkupferstecher                                      | Student von 1774 bis 1781, Professor von 1788 bis 1794                      |
|      | Johann Friedrich Schlotterbeck (1765–1840)                                      | Dichter                                                                | Lehrer von 1788 bis 1794                                                    |
|      | Johann Christoph Schwab (1743–1821)                                             | Philosoph                                                              | Ab 1778 Professor für Logik und Metaphysik                                  |
|      | Ludwig Benjamin Martin Schmid (1737–1793)                                       | Handels- und Finanzwissenschaftler, Universitätsprediger               | Hochschullehrer für Handels- und Finanzwissenschaften                       |
|      | Karl Heinrich von Schwab (Sohn von Johann Christoph Schwab) (1781–1847)         | Württembergischer Justizminister                                       | Student                                                                     |
|      | Carl Christian von Seeger (Sohn von Christoph Dionysius von Seeger) (1773–1859) | Württembergischer Wasserbauingenieur, Generalwasserbaudirektor         | Schüler und Student von 1780 bis 1792                                       |
|      | Christoph Dionysius von Seeger (1740–1808)                                      | Mathematiker, Hauptorganisator und Intendant der Schule                | Professor von 1770 bis 1794, also während des gesamten Bestehens der Schule |
|      | Johann Gottlob Christoph von Seeger (1767–1835)                                 | Württembergischer Oberamtmann, Landtagsabgeordneter                    | Student von 1786 bis 1792                                                   |
|      | Johann Baptist Seele (1774–1814)                                                | Hofmaler und Grafiker                                                  | Student                                                                     |
|      | Johann Carl Seubert (1760–1845)                                                 | Württembergischer Oberamtmann                                          | Student von 1778 bis 1784                                                   |
|      | Karl Friedrich Christian Wilhelm von Sponeck (1762–1827)                        | Forstwissenschaftler                                                   | Student von 1779 bis 1781                                                   |
|      | Johann Friedrich Stahl (1761–1790)                                              | Forstwissenschaftler                                                   | Seit 1773 Professor                                                         |

## T
| Bild | Person                                     | Tätigkeit                                                | Verbindung zur Hohen Karlsschule       |
| ---- | ------------------------------------------ | -------------------------------------------------------- | -------------------------------------- |
|      | Joseph von Theobald (1772–1837)            | Württembergischer Generalmajor, Staatsrat                | Student von 1789 bis 1792              |
|      | Karl du Thil (1777–1859)                   | Präsident des Gesamtministeriums im Großherzogtum Hessen | Student bis 1793                       |
|      | Nikolaus Friedrich von Thouret (1767–1845) | Architekt und Maler des Klassizismus                     | Von 1778 bis 1788 Ausbildung als Maler |
|      | Friedrich Karl von Thürheim (1763–1832)    | Staatsminister in Bayern                                 | Student während der Zeit von Schiller  |

## U
| Bild | Person | Tätigkeit | Verbindung zur Hohen Karlsschule |
| ---- | ------ | --------- | -------------------------------- |

## V
| Bild | Person                                               | Tätigkeit                                              | Verbindung zur Hohen Karlsschule |
| ---- | ---------------------------------------------------- | ------------------------------------------------------ | -------------------------------- |
|      | Ferdinand Varnbüler von und zu Hemmingen (1774–1830) | Generalquartiermeister des Königreichs Württemberg     | Student von 1789 bis 1792        |
|      | Karl von Varnbüler (1776–1832)                       | Finanzminister des Königreichs Württemberg             | Student von 1789 bis 1793        |
|      | Johann Gottlob Veiel (1772–1855)                     | Württembergischer Oberamtmann und Landtagsabgeordneter | Jurastudent von 1788 bis 1792    |

## W
| Bild | Person                                  | Tätigkeit                                                                        | Verbindung zur Hohen Karlsschule                 |
| ---- | --------------------------------------- | -------------------------------------------------------------------------------- | ------------------------------------------------ |
|      | Eberhard von Wächter (1762–1852)        | Maler, Direktor der königlichen Kunstschule                                      | 1773 bis 1783 Studium der Kunst                  |
|      | Friedrich Wächter (1767–1840)           | Württembergischer Oberamtmann, Direktor des Stuttgarter Strafanstaltenkollegiums | Von 1784 bis 1788 Studium der Rechtswissenschaft |
|      | Karl Eberhard von Wächter (1758–1829)   | Jurist, Württembergischer Innenminister                                          | 1774 bis 1779 Studium der Rechtswissenschaft     |
|      | Georg Conrad von Wedderkop (1765–1841)  | Domherr, Landrat im Fürstentum Lübeck                                            | 1779 bis 1783 Studium der Militärwissenschaft    |
|      | Karl Graf Welsperg-Raitenau (1779–1873) | Österreichischer Politiker, Kreishauptmann von Salzburg                          | Student ab 1790                                  |
|      | Ludwig von Wolzogen (1773–1845)         | Preußischer General und Diplomat                                                 | Student von 1781 bis 1792                        |

## Z
| Bild | Person                             | Tätigkeit                   | Verbindung zur Hohen Karlsschule                                 |
| ---- | ---------------------------------- | --------------------------- | ---------------------------------------------------------------- |
|      | Christian Zais (1770–1820)         | Architekt und Stadtplaner   | Architekturstudium ab 1787                                       |
|      | Johann Michael Zeyher (1770–1843)  | Gärtner und Botaniker       | Studium in Geometrie, Algebra und Zeichnen                       |
|      | Johann Rudolf Zumsteeg (1760–1802) | Komponist und Kapellmeister | Student der Musik von 1770 bis 1781, Professor von 1785 bis 1791 |